# 『8月のクリスマス』 オリジナルサウンドトラック
『『8月のクリスマス』 オリジナルサウンドトラック』（はちがつのクリスマス オリジナルサウンドトラック）は、山崎まさよし初のサウンドトラックアルバム。2005年8月24日発売。発売元はユニバーサルミュージック。

## 解説
東芝エンタテインメント配給映画『8月のクリスマス』のオリジナルサウンドトラックで、主演した山崎まさよしが音楽も担当した。基本的に演奏も山崎ひとりである。過去に出演したNTV系テレビドラマ『奇跡の人』のサントラ盤に演奏家として参加したことなどはあるが、いわゆる「オリジナルサウンドトラック」という、きちんとした形態でリリースされたのは初めてであった。
映画自体は元々韓国で製作された『八月のクリスマス』のリメイク作品で、山崎は余命わずかと宣言された写真屋の主人を演じており、CDジャケットはその舞台となった写真屋の外観が使用されている。
同時発売で山崎の20thシングル「8月のクリスマス」が発売された。そちらが、本アルバムの16曲目にも収録された主題歌のオリジナル・バージョンである。初回限定盤のDVDには、映画の名場面を織り込んだミュージック・ビデオが収録されている。

## 収録曲
- 全曲作曲・編曲: 山崎将義
- 作詞: 山崎将義 （#16）

1. ambient #1（0:33）
2. 木洩れ日 （opening ver.）（1:17）
3. 夏の写真館（2:41）
4. 待ちぼうけ （hisatoshi's guitar）（0:49）
5. ambient #2（0:38）
6. 木洩れ日（3:06）
7. 居酒屋Jazz（2:39）
8. 写真館（4:03）
9. ambient #3（1:13）
10. 木洩れ日 （piano ver.）（3:30）
11. 待ちぼうけ （masayoshi's guitar）（1:44）
12. merry-go-round（1:09）
13. 最後の贈り物（0:30）
14. 告白のボレロ（3:11）
15. ambient #4（1:07）
16. 8月のクリスマス （short edition for soundtrack）（3:19）

## 関連作品
- 20thシングル「8月のクリスマス」M-16
- 7thアルバム『ADDRESS』M-16
- ベスト盤『BLUE PERIOD』#16